# Bosque de protección de San Matías-San Carlos
El bosque de protección de San Matías-San Carlos es un área protegida bajo la categoría de "Bosque de Protección". Establecido el 20 de marzo de 1987 mediante Resolución Suprema N.º 0101-87-AG/DGFF. 
Abarca 145.818 ha pertenecientes a los distritos de Palcazú, Puerto Bermúdez y Villa Rica, de la provincia de Oxapampa, departamento de Pasco en el Perú.
En el 2010 la UNESCO reconoce al Bosque de protección San Matías-San Carlos como Zona de Amortiguamiento de la Reserva de Biosfera Oxapampa-Asháninka-Yánesha.

## Objetivos
Sus principales objetivos son conservar los suelos y proteger la infraestructura vial, los centros poblados y las tierras agrícolas; proteger el bosque como factor regulador del ciclo hidrológico y climático de la zona para evitar la sedimentación de los ríos; y promover el desarrollo de actividades económicas que beneficien a las comunidades nativas campas, asháninka y amueshas ancestralmente en la zona.